# Enric Pubill Parrano
Enric Pubill Parrano, conegut com a Lo Parrano (Lleida, 23 de juny de 1915 - Lleida, 12 de gener del 1989), fou un cantant lleidatà, fill de paia i de gitano, i autor d'El garrotín de Lleida, La Dolores de la tenda i moltes altres cançons. Era una gran figura en el món del garrotín i de la música gitana i paia de Ponent.
Juntament amb dos artistes lleidatans més de generacions diferents (El Marquès de Pota i Carles Juste "Beethoven"), el 1987 va publicar un curiós LP (Lleida carrinclona), amb temes seus, populars i de l'esmentat Beethoven, sovint de caràcter costumista (Barretina, Carrer cavallers, etc.). Algunes d'aquestes cançons són recuperades pel grup Ai Ai Ai en el disc de 1998 Esperit de vi.